# Barbut de Chaplin
El barbut de Chaplin (Lybius chaplini) és una espècie d'ocell de la família dels líbids (Lybiidae).

## Descripció
- Fa uns 19 cm de llarg, amb un pes de 64 – 75 g. Escàs dimorfisme sexual.
- Plomatge bàsicament blanc, amb una taca vermella al voltant dels ulls. Cua negra. Ales negres amb vires grogues.[1]

## Hàbitat i distribució
És un ocell endèmic dels boscos poc densos del sud de Zàmbia, principalment amb sicòmors.